# Цегельний провулок (Київ)
Цеге́льний прову́лок — провулок у Голосіївському районі міста Києва, селище Пирогів. Пролягає від вулиці Пирогівський шлях до тупика.

## Історія
Відомий з першої половини XX століття як провулок без назви. Сучасна назва — з 1958 року, як шляху до цегельного заводу.